# Okhreni
Okhreni – gaun wikas samiti w środkowej części Nepalu w strefie Dźanakpur w dystrykcie Ramechhap. Według nepalskiego spisu powszechnego z 2001 roku liczył on 668 gospodarstw domowych i 3550 mieszkańców (1854 kobiet i 1696 mężczyzn).